# Xanthorhoe albiapicata
Xanthorhoe albiapicata är en fjärilsart som beskrevs av W. Warren 1906. Xanthorhoe albiapicata ingår i släktet Xanthorhoe och familjen mätare. Inga underarter finns listade i Catalogue of Life.